# Netscape
Netscape Communications (Thường được biết đến với cái tên Netscape) là công ty dịch vụ máy tính của Mỹ, sản phẩm được biết đến nhiều nhất là trình duyệt web. Trụ sở của Netscape từng ở Mountain View, California khi nó vẫn còn là một công ty độc lập. Cái tên Netscape từng là một nhãn hiệu của Cisco Systems.
Trình duyệt web của Netscape đã từng một lần đứng đầu về tỷ lệ người sử dụng trong các trình duyệt web, nhưng nó đã mất phần lớn thị phần của mình vào tay Internet Explorer trong Chiến tranh trình duyệt web lần thứ nhất. Cuối năm 2006, tỷ lệ người dùng trình duyệt web của Netscape đã giảm mạnh từ 90% vào giữa những năm 90 xuống còn dưới 1%. Netscape đã phát triển Secure Sockets Layer Protocol (SSL) để đảm bảo sự truyền đạt thông tin trực tuyến, hiện nay vẫn còn được sử dụng rộng rãi cũng như JavaScript, ngôn ngữ được sử dụng rộng rãi nhất cho những chữ viết hiện lên ở máy khách của trang web.
Cổ phần của Netscape tiến hành trao đổi mậu dịch từ năm 1995 đến năm 2003, với vị trí là công ty lép vốn của AOL. Tuy vậy, nó đã trở thành một công ty cổ phần sau khi được AOL mua lại năm 1998. Nhãn hiệu Netscape vẫn được sử dụng rộng rãi bởi AOL.
Tháng 12 năm 2007, AOL thông báo rằng nó sẽ không cập nhật trình duyệt Netscape nữa. Tom Drapeau, giám đốc nhãn hiệu Netscape của AOL đã nói rằng công ty sẽ không hỗ trợ sản xuất phần mềm Netscape từ ngày 1 tháng 3 năm 2008. Quyết định này đã nhận được nhiều phản ứng trái chiều từ người dân, trong đó nhiều người đã cho rằng việc giới hạn hỗ trợ sản phẩm sẽ gây ra hậu quả nghiêm trọng. Trang web an ninh mạng Security Watch cho biết rằng việc không thường xuyên cập nhận an ninh cho Netscape của AOL sẽ làm cho trình duyệt trở thành một "gánh nặng về an ninh", đặc biệt là phiên bản 2005-2007, Netscape Browser 8.

## Phần mềm

### Thời kỳ đầu
- Netscape Navigator (các phiên bản từ 0.9 đến 4.08)
- Netscape Communicator (các phiên bản từ 4.0 đến 4.8)

### Thời kỳ có nền tảng Mozilla
- Netscape 6 (các phiên bản từ 6.0 đến 6.2.3)
- Netscape 7 (các phiên bản từ 7.0 đến 7.2)

### Thời kỳ có nền tảng Mozilla Firefox
- Netscape Browser (các phiên bản từ 8.0 đến 8.1.3)
- Netscape Navigator (phiên bản 9.0)

### Kết thúc phát triển và hỗ trợ
AOL đã chính thức thông báo rằng sẽ kết thúc hỗ trợ Netscape Navigator vào ngày 1 tháng 3 năm 2008, và khuyên người dùng nên tải về trình duyệt Flock hoặc Firefox.

### Thời kỳ có nền tảng Mozilla Thunderbird
Ngày 11 tháng 6 năm 2007, Netscape đã thông báo về Netscape Mercury, một máy chủ đơn lẻ về Thư điện tử/Tin tức kèm theo Navigator 9. Mercury dựa trên nền tảng Mozilla Thunderbird. Sản phẩm này sau đó đã được đặt tên lại là Netscape Messenger 9, và một phiên bản alpha đã được phát hành. Tháng 12 năm 2007, AOL thông báo rằng nó đã hủy bỏ việc phát triển Messenger 9 cũng như Navigator 9.